# Daniel da Silva
Daniel da Silva (født 27. juli 1973) er en tidligere brasiliansk fodboldspiller.

## Brasiliens fodboldlandshold
| Brasiliens landshold | Brasiliens landshold | Brasiliens landshold |
| År                   | Kmp                  | Mål                  |
| -------------------- | -------------------- | -------------------- |
| 2002                 | 1                    | 0                    |
| Total                | 1                    | 0                    |